# Антонио Вивалди
Антонио Лучо Вивалди (итал. Antonio Lucio Vivaldi; Венеција 4. март 1678 — Беч, 28. јул 1741) био је италијански свештеник и композитор из периода барока, као и познати виолиниста. Венеција је у време рођења Вивалдија била један од најузбудљивијих европских градова, где су посетиоци из многих европских земаља долазили на венецијанске прославе, карневале, уметничке изложбе, а изнад свега да слушају најновију музику тог времена.
Вивалди је широко признат као најважнији представник барокног инструменталног концерта, који је усавршио и популарисао више него било који од његових савременика. Био је један од најзначајнијих композитора барокне музике уз Јохана Себастијана Баха и Георга Фридриха Хендла и један од најбољих виолиниста свог времена као и велико име италијанског барока. Након што се по Европи прочуло за његово музичко мајсторство био је позиван широм континента да изводи своја многобројна музичка дела па је због тога много путовао. Дубље разумијевање његове музике почиње кроз схватање да је у поређењу са Бахом па чак и Хендлом био најпрогресивнији барокни музичар.
Његов опус обухвата 417 концерата за солистичке инструменте и оркестар, 61 кончерто гросо, 23 симфоније, 46 опера (нпр. L'Olimpiade), 38 кантата, ораторијума Juditha Triumphans и духовну музику.
Најпознатија су његова Четири годишња доба, у којима су савршено тонски сликани детаљи из природе. Ту оперу је посветио свом мецени Сави Владиславићу.
Иако је компоновао многобројна музичка дела и зарадио много новца, ипак је на крају умро као сиромашан човек у Бечу 28. јула 1741. у 63. години живота. Након смрти пао је у скоро потпуни заборав, а тек 1926. почињу се откривати његова музичка дела, документи, писма и факти. Од тада скоро да не прође година, а да се нешто ново не открије везано уз име овог славног барокног композитора.

## Рођење и младост
У зиму 1678. у време када је Венецију задесио до тада невиђено висок водостај, у улици Сан Мартин, у кварту Кастело, недалеко од Арсенала, родио се мали Антонио - дана 4. марта, док је највећи део града био поплављен. Истога дана је и крштен: „Антонио Лучо, синчић господина Ђованија Батисте Августина Вивалдија, свирача и госпође Камиле, његове супруге, рођен је 4. марта текуће године, а примио прво причешће у своме дому због смрти што му претише“, записано је у црквеном регистру. Смрт је заиста вребала Вивалдија током читавог живота. Болест га је пратила у стопу, иако се до данас не зна од чега је тачно боловао. Бол и стално стезање у грудима пратили су га целога живота, а он се лако умарао и врло тешко ходао, тако да се кроз своју родну Венецију кретао искључиво гондолом или кочијом. Ипак, то га није спречило да свој живот проживи у узбудљивом и брзом ритму и да у његовим музичким делима увек влада веселост, добро расположење и „вечито пролеће“.
Ђовани Батиста, Антонијев отац, био је свирач и виолиниста при базилици Светог Марка 1685. године, 2 године пре синовљевог рођења. Нико није користио презиме Вивалди, већ су га сви звали Роси због риђе косе, коју је наследио и његов син првенац. Ђовани се бавио и компоновањем - године 1688. изведена је његова опера „Несрећна верност“. Ипак, сматрао је да је посао музичара непоуздан, па је поред куће држао и берберницу где је и сам радио, а супруга Камила потицала је из породице кројача. За болешљивог Антонија сматрао је да је најбољи свештенички позив, али мали Антонио није могао ни да похађа школу. Због лошег здравља узимао је приватне часове код свештеника цркве Сан Ђеминијано.
Антонио је имао само 5 година када су Турци опседали Беч. У житељима Млетачке републике тада се јавила нова воља и снага за живот, па се на улицама непрестано одвијало даноноћно славље. Мали Вивалди је то одлично упамтио. У Венецији су такође, позоришта била изузетно популарна, посебно међу племством, а музиком су готово сви желели да се баве. Отворена су 4 Конзерваторијума за музичко образовање сироте деце, а Антонијев отац је одлучио да сина подучи свирању виолине. Ускоро је осим виолине Антонио научио да свира и чембало и друге инструменте, а затим је убрзо почео и сам да компонује. Имао је 25 година када је званично изучио за свештеника. Исте године запослио се као професор виолине и других гудачких инструмената у Школи за музику где ће касније настати многа његова дела. Врло брзо се прочуо као одличан учитељ, а његова зарада је премашивала очеву. 1705. године Антонио је објавио своје прво дело „Камерну сонату за две виолине и виолончело“.

## Зрело доба
Осим за музику, Антонио је имао и савршен осећај за поезију. Када му је било 35 година компоновао је „Хармонијске имагинације“ на сопствене стихове што је био и громогласни почетак успешне оперске каријере Антонија Вивалдија. Између 1714. и 1739. године написао је 18 опера за позориште Сант Анђело које ће потом и сам почети да води. Ускоро затим ступио је и у службу принца у Мантови и постао капел-мајстор његовог камерног оркестра од 1718. до 1720. године. Током тог периода успешно је компоновао и духовна и световна дела. Тамо је упознао и Ану Жиру, младу певачицу и своју будућу дружбеницу, која ће касније тумачити бројне улоге у Антонијевим операма. Недуго затим, успехе који су већ доживели Вивалдијеви концерти на којима је свирао чембало или прву виолину у Европи сада доживљавају опере у Италији. Стигао је и позив са Венецијанског конзерваторијума где ускоро одлази са Аном.

## Последње године и смрт
Годину дана касније у Амстердаму је објављено дванаест Вивалдијевих концерата, од којих су прва четири била Годишња доба - музичке илустрације љупких сонета. Њихов успех је био огроман и муњевит. На концерту у Паризу 1728. године „Четири годишња доба“ чуо је и Луј XV. Очаран, позвао је Вивалдија да свира на његовом венчању, као и онда када су му се родиле две кћери-близнакиње. Тих година, Вивалди је своја дела изводио пред најутицајнијим владарима Европе. Тада Вивалди одлучује да више не штампа своја дела јер му ауторска права нису била заштићена, што је финансијски дало добар ефекат, али су тиме многа његова дела изгубљена, а интересовање за његове концерте почиње полако да бледи.
Године 1740. одлучује да са Аном отпутује у Беч, али је она остала у Грацу да би извела неколико његових опера. Годину дана касније Вивалди је продао неколико својих дела грофу Колалту, али касније више нема података о њему, осим смртовнице на којој пише да је Антонио Вивалди, свештеник, стар око 60 година умро од последица унутрашње инфекције 28. јула и сахрањен на гробљу болнице. Композитор је тада доста осиромашио па је сахрањен сасвим скромно. Његова велика љубав Ана наступила је још неколико пута 1744. године и касније се о њој губи сваки траг. Након Антонијеве смрти свештеник манастира Сан Мартино пронашао је обимну збирку музичких дела која су остала иза Вивалдија - три стотине његових концерата, осам соната, четрнаест опера, пет свезака духовних композиција и две свеске световне вокалне музике. Преостали део значајног опуса Вивалдија пронађен је нешто касније и у палати Дурацо у Ђенови.

## Музичко стваралаштво
Кад је музички директор у Ospedale della Pieta Франческо Гаспарини због здравствених проблема узео боловање 1713, Вивалди је тад добио прилику да компонује духовну музику. Током своје даље каријере он је написао доста музике за глас, секуларне кантате, серенате и Глорија у Д-дуру која је постала нарочито популарна. Тражећи признање као композитор Вивалди је 1711. дао да се објаве многа његова инструментална дела која је компоновао за Пиета женски оркестар.
Објављено је и једно од најзначајнијих музичких издања 18. века, збирка од 12 концерата под називом „L’estro armonico Op.3“. Објављени су у Амстердаму, Холандија и раширили су славу и утицај Вивалдија широм северне Европе. Након што се доказао инструменталним музичким делима Вивалди се доказује и у свету опере радећи као композитор и импресарио са венецијанским позориштима Сан Ангело и мало касније са Сан Моизе. У то вријеме је често путовао на релацији Мантова-Рим тако да није компоновао дела за женски оркестар Пиета. У периоду од 1718-1720. Вивалди је у служби принца Филипа у Мантови, а званична титула му је „Maestro di Cappella da Camera“. Године 1723, добија понуду да компонује два концерта за Пиета оркестар сваког месеца у наредних шест година, што ће бити његов редовни извор зараде у овом периоду. Од 1726-1728. враћа се у венецијанско позориште Сан Анђело као оперски композитор где наставља да објављује збирке инструменталне музике. Једна од њих је и збирка из 1725. под називом „Il cimento dell’ armonia e dell’ inventione Op.8“ која укључује чувени концерт „Четири годишња доба“.
Наредне године испуњене су путовањима у Праг, вјероватно Беч као и другим мањим европским центрима. Вивалди поново добија посао као Maestro di Capella u Pieta, али његова честа путовања и концертне активности онемогућавају га да задржи ово мјесто након 1738. Због своје ниске популарности код венецијанске публике одлази у Беч, где ће компоновати бројне опере. Смрт Карла VI је међутим затворила позоришта и Вивалди је морао да распрода своје бројне концерте да би се издржавао у Бечу. Највероватније због болести и недостатка новца није се могао да се вратиOspitale della Pietà у Венецију, па је остао у Бечу гдје је и умро.
У музичко стваралаштво Антонија Вивалдија спадају инструментална музика и музика за глас. Његова инструментална музика може се поделити у три облика музичког изражавања. По „Рајом каталогу“ не рачунајући изгубљене и недовршене радове долази се до цифре од укупно 90 соната, 478 концерата, и 14 симфонија.
Музика за глас Антонија Вивалдија укључује 45 опера од којих је 16 сачувано у целости, а 4 су непотпуне и код којих је изгубљен остатак музичког материјала, 8 краћих позоришних радова, 39 кантата, преко 60 дела духовне музике, укључујући три ораторија.

### Концерти
Вивалдијеви постојећи концерти могу се поделити у 6 група, у складу са њиховим инструментацијама:
- Соло концерти (један соло инструмент, оркестар жичаних инструмената и континуо). Укупно 327.
- Двоструки концерти (два соло инструмента, оркестар жичаних инструмената и континуо). Укупно 45.
- Концерти за ансамбл (више од два соло инструмента, оркестар жичаних инструмената и континуо). Укупно 34.
- Концерти за два оркестра жичаних инструмената и солисти. Укупно 4.
- Камерни концерти (три до шест соло инструмената и континуо). Укупно 22.
- Концерти за оркестар жичаних инструмената и континуо. Укупно 44.

Негде око 1710. године као резултат Вивалдијевог рада појављују се нови елементи у концерту: присуство инструменталних соло деоница, склоност ка кориштењу три ставка у концерту и употреби риторнела у 1. и 3. чину.

### Опера
У Вивалдијево време италијанска опера је била мање мешавина њених разних саставних делова (музике, глуме, литературе, плеса, сцене и машинерије) него више лабави спој где је добра координација изражена само припадношћу свеопште прихваћеним нормама понашања. Уметничка самосталност композитора и текстописца (librettista) је била поштована. Композитор није мењао текст, а писац текста није утицао на музику.
Теме барокних опера су већином узимане из историје и митологије античког света уз додатне обраде. Средњевековне романсе које су биле основа текстова за Вивалдијеве опере „Орландо“ и „Гиневра“ биле су веома популарне. Такође су биле популарне опере засноване на егзотичним темама у далеким земљама попут Америке у опери „Мотезума“ или Кине у „Теузоне“. Муслимански исток је исто тако био популаран што се може уочити у опери „La verita in cimento“. Иако су у самом почетку опере у пет чинова биле популарне, опере у три чина настављају по узору на Апостола Зена да буду обавезни део музичког програма (не рачунајући интермеца и балете убачене између чинова).
Радње у његовим операма су углавном биле о дворским интригама, сукобима између љубави и части или страсти и побожности и разрешавање старих сукоба, а све заокружено љубавним заплетима. Подела улога између рецитатива и арије је потпуна: рецитативи носе радњу напријед док арије и остали ставци у опери умирују радњу где мисли и осећаји долазе до одређене тачке. Већину ликова у Вивалдијевим операма сачињавају: верна жена, заљубљени ратник, осветничка удовица, и сурови тиранин (што их чини лакшим за пребацивање у арији из једне опере у другу). У његовим операма Римљани су приказивани у много бољем светлу него њихови варварски противници.

### Кантата
Главни извори Вивалдијевих кантата су две збирке број 27. и 28. из Фоа колекције. Његове кантате су се обично састојале од три чина: арија-рецитатив-арија.

### Серенада
Ђиовани Кресчимбени историчар Аркадијанаца објаснио је значење серенаде:
данашње кантате ове врсте (за разлику од осталих поетских врста) које се обично пред публиком изводе у ночне сате се зову серенаде.
Он је такође могао да дода да већина серенада има улоге за групе од 3-6 певача, а неке од њих укључују и хор. Од његове три сачуване серенадте најзанимљивија је, а уједно и најдужа „La Sena festeggiante“ (Велика прослава на Сени)."

### Духовна музика за глас
Ниједно подручје Вивалдијеве креативности није тако тешко проучавати попут његове духовне музике за глас. То је зато што се главни делови музичких дела, природа текста који се користи, величина постављеног дела и други елементи у музичком делу појављују у разноврсним облицима.
На пример весперс псалм може бити један дуготрајан чин („Beatus Vir“ RV598), или неколико чинова („Beatus Vir“ RV597), њено гласовно употпуњавање може бити соло глас („Nissi Dominus“ RV608), само хор („Laudate Dominum“ RV 606), један или двоструки хор са солистима („Dixit Dominus“ RV 594), дело може бити  („Credidi“ RV605), укључујући независне инструменталне делове као у „Lauda Jerusalem“ RV609. Најбољи начин разликовања ових музичких дела је да ли су заснована на литургијском или на нелитургијском тексту.
По Рајом каталогу дела заснована на литургијском тексту су: једна цела миса, одвојени чинови „Kyrie“, „Gloria“ (два пута) и „Credo“ (2 пута), весперс музика коју сачињавају одговор „Domine ad adiuvandum“, псалми 69, 109 (два пута), 110, 111 (два пута), 112 (четири пута), 113, 115, 116, 121, 126, 147, девет обабраних химни укључујући три поставке „Salve Regina“ и „Магнификат“ у четирi сличне верзије. Дела заснована на нелитургијском тексту су: ораторио „Judita triumphans“, 12 соло мотета, 8 интродузиони, и 3 посебна музичка ставка од којих је један (Aria de sanctis „Eja voces plausum date“ RV 647) контрафактум од арије „Bench nasconda la serpe in seno“ у опери Орландо.

## Музички стил
Вивалди је широко признат као мајстор барокног инструменталног концерта који је усавршио и популарисао више него било који његов савременик.
Разноврсност његове музике и драматски ефекти узроковали су даљи музички развој према ономе што ће касније бити познато као класични стил.
Међутим, сваки поглед на његову музику као јединствену „органску“ целину мора се распасти пред чињеницом да је сам Вивалди посуђивао музичке теме из његових властитих многобројних музичких дела, који како по учесталости тако и у свеприсутности у великој мери надилазе укупно приказивање музичког стваралаштва Баха, па чак и Хендела. До данас није било свеобухватне студије овог аспекта његове музике, иако су објављени вредни радови на појединачним случајевима. Овај огромни задатак би у принципу захтевао испитивање сваког такта у сваком од више од 700 музичких дела. При томе би био отежан на сваком кораку неизвесношћу при прављењу хронологије, узимајући још у обзир и редослед позајмљивања властитих музичких тема од стране самог композитора.
Захваљујући својој виолинској виртуозности за Вивалдија границе између музичких облика изражавања нису биле препрека. Зато је са лакоћом чинове из сонате пребацивао у концерте, чинове из концерата у опере, радове из духовне музике за глас у concerto medium. Бинарни чинови су проширивани у риторнело облик, а ставци из риторнело облика су измењени у „da capo arije“.
Вивалдијеви кинетички ритмови, течне мелодије, весели инструментални ефекти, и продужене инструменталне технике чине његову музику једном од најугоднијих за слушање у свету барока.

## Утицај на друге композиторе
Углед и слава Антонија Вивалдија је више била заснована на његовим способностима као виолинског виртуоза него композитора. Међутим, ипак се његов утицај проширио целом Европом тако да су већ други познати композитори из тог времена попут Албинонија и Далабачио прилагодили свој начин компоновања оном који је за свог живота остварио Антонио Вивалди. Његов утицај је очит код других венецијанских композитора попут браће Марчело, Алберта Гала, Ђиованија Платија који су искористили Вивалдијев стил у инструменталној музици пребацивши је на клавијатуру. Такође је то видљиво и у радовима за Чембало Балдасаре Галупија који је био надахнут писањем музике за виолину Антонија Вивалдија. И други композитори ван Венеције попут Доменика Скарлатија и Ђиованија Батисте Самартинија су били инспирисани концертима Вивалдија.
Године 1802, Николаус Форкел пишући о раној музичкој каријери Јохана Себастијана Баха наводи:
да први покушаји писања музичких дела нису дали задовољавајући резултат.
Због недостатка посебних музичких упутстава он је био приморан да уради оно што су многи композитори морали да ураде у његово време и да покуша сам да започне каријеру. Врло брзо је схватио да музичке идеје треба да буду доведене у ред и да имају логичку везу, а да би остварио ово потребан му је модел.
Виолински концерти Вивалдија који су баш у то време објављени били су тај модел који је Баху био потребан. Изучавао је развој музичких идеја и њихове односе, разноврсне модулације и многе друге ствари. Ово усвајање музичких идеја научило га је да размишља музички и да након завршетка музичког дела није више морао да добија идеје од својих прстију него их је обликовао у својој машти. Тако је Вивалди донео Баху нови садржај музичких облика који су надахнули серију превода виолинских концерата и као резултат су донели оригинална музичка дела по нацрту италијанског концерта.
Тек су почетком 20. века немачки научници, а нарочито Арнолд Шеринг признали у Вивалдију не само претходника коме Бах дугује своје упознавање музичких облика инструменталне музике, него и великог изумитеља соло концерта чију претечу је установио Корели. Најновија открића Вивалдију дају и одлучујућу улогу у обликовању симфоније. Трагови музичког утицаја Вивалдија се могу пронаћи и код многих композитора из Беча и Манхајма, (Вагензејл, Христијан Канбич, Ајхнер, М. Г. Мун, и други) тако да је његов утицај био дуготрајнији у немачким земљама него у самој Италији. Године 1792, Гербер је навео у свом Лексикону да је више од 30 година Вивалдијева врста концерта била у моди, а нарочито у Берлину.
У Француској је музика Антонија Вивалдија била веома популарна у периоду између 1715-1750. У октобру 1727. приређена је прослава у част рођења краљевске принцезе Француске на којој је изведен Вивалдијев „Te Deum“. Године 1730, на захтев краља Француске Луја XV у његовој палати је свиран Вивалдијев први чин „Прољеċе“ (La Primavera) из његовог концерта „Четири годишња доба“. Многи француски композитори из тог времена попут Мондонвилеа, Балбастре, Гуилемајна, млађег Куписа и осталих су били добро упознати са делима „црвенокосог свештеника“.

## Поновно откривање имена и дела Антонија Вивалдија
Током Вивалдијевог живота већина његових музичких дела су објављена у Амстердаму од стране издавача Естиен Рогера. Међутим, мало од ових издања је сачувано до данас и већина се налази у библиотекама и приватним колекцијама познатим само музиколозима и научницима који проучавају дела овог славног композитора.
Прву информацију о поновном откривању музике Антонија Вивалдија долази тек у јесен 1926. године у католичкој мисионарској школи у Торину коју су водили Салезијанци. У својој архиви они су открили велику количину старих списа које су због новчаних потешкоћа хтели да продају купцима старина. Позвали су представнике Националне библиотеке Торино да процене вредност списа, како би имали идеју за колико новца да их продају.
Случај је предат Алберту Ђентили професору музичке историје са Универзитета у Торину. Чим је отворио спискове на своје запрепашћење угледао је музичка дела са оригиналним потписима славног композитора. Да би сачували ова музичка ремек дела на једном месту Др. Ђентили је понудио градској библиотеци у Торину да их откупи. Они нису имали толики новац да откупе велику количину оригиналних музичких дела Вивалдија. Зато је да би обезбиједио новчана средства за откуп старих музичких списа ишао по граду Торину и тајно молио најбогатије људе у граду да донирају новац. Две најбогатије породице у Торину Фоа и Ђиордано донирале су новац за откуп драгоцених музичких списа. Након успјешног сакупљања новца списи су откупљени и збирка од 97 музичких дела је сачувана у градској библиотеци у Торину.
Ова "торинска колекција” је довела до поновног оживљавања интереса за лик и дело Антонија Вивалдија. Након Другог светског рата млади венецијански пословни човек Антонио Фама је основао Италијански Институт - Антонио Вивалди за објављивање и промоцију дела Вивалдија уз сарадњу највеће италијанске издавачке куће „Casa Ricordi“.

## Музичка дела
Вивалдијева дела углавном су означена РВ-бројем, што је скраћеница за Ryom-Verzeichnis.

## Занимљивости
- Наступи женских оркестара у „Ospedale della Pieta“ под диригентском палицом Антонија Вивалдија одвијала су се тако да због чудних религиозних разлога тога времена оркестар је завесом био одвојен од погледа публике.
- Један од кратера на планети Меркур добио је име Вивалди у част италијанског барокног композитора. Има пречник 200 km и у облику је двоструког прстена.[11]
- Вивалдијева музика је кориштена у филму из 1971.Земља тишине и таме познатог немачког режисера Вернера Херзога.
- Вивалдијева музика је кориштена у филму из 1979. Крамер против Крамера америчког режисера Роберта Бентона.
- Вивалдијева музика је кориштена у филму из 1967. La Chinoise (Кинески) познатог француског режисера Жан-Лик Годара.
- Вивалдијева музика је кориштена у филму из 1952. Златни тренер (Golden Coach) познатог француског режисера Жан Реноа.[12]
- Оперe „Четири годишња доба”[13] и „Истина у искушењу” (1720) посветио је свом мецени грофу Сави Владиславићу.[14]